# Strojní a traktorová stanice
Strojní a traktorová stanice (slovensky Strojná a traktorová stanica, zkratka STS) je označení pro socialistické národní podniky (později státní podniky), jejichž úkolem bylo přispívat k zvyšování socialistické zemědělské výroby. První strojní stanice měly formu družstva a byly ministerstvem zemědělství zřizovány v poválečném Československu podle vzoru Sovětského svazu. V listopadu 1948 ÚV KSČ rozhodlo, že mechanizační prostředky smějí nadále získávat pouze státní strojní stanice (STS), menší stroje místní strojní družstva (SD) a jen omezeně soukromí zemědělci. OV KSČ a zemědělská oddělení ONV následně započaly s výkupem strojů u velkých zemědělců (kulaků) a k jejich přidělování jednotlivým JZD a Státním traktorovým stanicím (STS). Vykoupením strojů připravil ÚV KSČ živnou půdu pro zahájení kolektivizace.

## Historie
Poválečná mechanizace zemědělství (družstevní a státní) byla součástí agendy ministerstva zemědělství. Družstevní sektor v mechanizaci zemědělství zastupovaly družstevní strojní stanice, zřizované při okresních hospodářských družstvech (většinou ve vnitrozemí). Při zemědělských referátech okresních národních výborů vznikaly státní strojní stanice (převážně v pohraničí). Ministerstvo zemědělství povolovalo zakládání strojních stanic, majitelům strojních stanic napomáhalo při udržování provozu i vybavení (poskytováním bezúročných půjček, státními dotacemi a přednostním přídělem vázaných traktorů, strojů i pohonných hmot). Pro odborný výcvik personálu obsluhujícího strojní stanice organizovalo ministerstvo zemědělství spolu s okresními sdruženími JSČZ speciální kurzy. Ministerstvo zemědělství řídilo práci strojních stanic vydáváním směrnic a vypracováním zásad sjednocujících výstavbu okresních strojních stanic.
Zřizování okresních družstevních strojních stanic. Mechanisace v zemědělství vyžaduje, aby v každém politickém okrese byla zřízena okresní družstevní strojní stanice, v níž by byly opravovány veškeré hospodářské stroje a traktory. Tohoto týdne byla zřízena prvá taková okresní stanice v zemi Moravskoslezské a to v Pohořelicích v cukrovaru. Vzala si za úkol opraviti do jarních měsíců asi 70 provozu neschopných traktorů.
Naše Demokracie, list československé strany lidové na jihozápadní Moravě, 27. 1. 1946, s. 5
Opravami německých traktorů a dodáváním součástek byly podle výnosu ministerstva zemědělství ze dne 30. dubna 1946 (čj. 20072-IV/1 46) pověřeny znárodněné německé konfiskáty firem:
- firma AUTO COMERZ, Praha-Karlín. Vítková 7, pro traktory zn. Hanomag
- firma Hofner Schranz v národní správě, Praha-Strašnice, u továrny Ogar, pro traktory zn. Lanz-Bulldog
- firma Klovner-Humpold-Deutz v národní správě, Praha II., Příkopy 12, pro traktory zn. Deutz a dále
- firma Josef Vild, strojírna Černčice u Loun pro pásové traktory zn. FAMO (Fahrzeug- und Motoren-Werke GmbH, dříve též v Československu AUTOFA PRAHA).[3]

### Poválečná pomoc UNRRA
Nedostatek zemědělské techniky, hlavně traktorů, řešila pomocná akce UNRRA. První dodávka zemědělských strojů z pomocné akce UNRRA dorazila z Konstanty do Brna už 27. června 1945. Stroje byly předávány národním výborům a Jednotnému svazu českých zemědělců (JSČZ), které je následně rozesílaly do nepotřebnějších oblastí. Do konce roku 1946 byly UNRRA-traktory rozmístěny po celém území Čech, Moravy a Slovenska. Pro nedostatek náhradních dílů a nafty nemohly být všechny traktory použity již při podzimních setbě r. 1945. Další problémem byl nedostatek kvalifikovaného personálu pro obsluhu traktorů, což UNRRA vyřešila dodáním potřebné technické literatury, instruktážních filmů a čtyř odborníků, kteří po určitý čas na venkově učili montovat traktory a sestavili manuál, který čsl. vláda následně vydala v češtině. Vedle více než 4 000 traktorů poslala UNRRA i mnoho kombajnů, pluhů, brán, secích strojů, rozprašovačů a mnoho jiných zemědělských strojů, zasílala také semena, pesticidy, lesnické a veterinární potřeby.
Člen misse UNRRA R. L. Buck, expert pro hospodářské stroje a traktory, odejel do Kanady. V ČSR působil několik měsíců ve výcvikových střediscích ve Vrbičanech, Bedihošti, Jihlavě a Čeklízu a pomáhal přednáškami a radami při montáži strojů a traktorů z akce UNRRA.
Rudé právo, 25. 2. 1947, s. 3

### Družstevní strojní stanice
Jako jednu z možností vyřešení nedostatku zemědělských strojů nabízel JSČZ spojení zemědělských závodů do družstva. Takto vzniklá zemědělská strojní družstva byla pak ministerstvem zemědělství vybavována přednostně hospodářskými stroji a nářadím. Zemědělské stroje z akce UNRRA bylo možné u strojních stanic také zapůjčit. Na zapůjčení měli přednostní nárok zemědělci do 20 ha (v případě, že byl stejný stroj zničen válečnými událostmi anebo byl žadatel vyznamenán v soutěži o výstavbě státu), pak státní a družstevní strojní stanice a členové družstevní stanice. V pohraničních obcích, kde dosud nefungovaly místní skupiny JSČZ, se žádosti předkládaly prostřednictvím okresních správních komisí. Žádosti o zapůjčení strojů musel potvrdit okresní národní výbor.
V případě nákupu zemědělských strojů do ceny 2 000 korun bylo třeba vyplnit tiskopis žádosti a předložit výpis ze statkového sešitu. Tuto žádost pak potvrdil místní národní výbor a místní skupina JSČZ. Na podkladě takto ověřené žádosti pak výrobce mohl dodat objednaný stroj. U velkých strojů musel výrobce obdržet potvrzenou žádost, ten následně potvrdil cenu a zda je možné stroj do 3 měsíců dodat. Potvrzená žádost následně putovala do oblastní úřadovny Jednotného svazu českých zemědělců, která ji projednala s ministerstvem zemědělství, které ji muselo povolit. Formuláře žádostí i výpisů ze statkového sešitu vydával sekretariát JSČZ. Na ministerstvu zemědělství se hromadily tisíce žádostí, takže JSČZ tuto cestu doporučoval jen ve velmi nutném případě.
Internátní kurzy pro výcvik obslužného personálu organizovaly Oblastní traktorové stanice při JSČZ, automobilové kurzy pro zemědělce privátní Autoškoly, přičemž u privátních poskytovatelů měli členové JSČZ, ÚRO, Svazu brannosti, SČM, Junáka a hasičských sborů slevu.
Jednotný svaz Českých zemědělců umožní zájemcům levné obeznámení s obsluhou traktoru a všech strojů používaných v hospodářství v učilišti, které k tomuto účelu bude zřízeno ve Starých Horách u Jihlavy. Učiliště bude dobře vybaveno. Posluchači budou ubytováni v internátě, kde vedle ubikací, vlastní kuchyně, koupelny bude též ostatní příslušné zařízení. Kursy budou šestitýdenní. První kurs započne 1. října 1946. Kursovné za jednu osobu činí 2 000 Kčs. Přijímáni jsou žadatelé ve stáří od 18 do 45 let české a slovenské národnosti. Přihlášky přijímá oblastní úřadovna JSČZ v Jihlavě nebo též okresní sdružení JSČZ okresů, v němž má žadatel své bydliště.
Naše Demokracie, 30. 8. 1946, s. 4

### Státní strojní stanice
Po parlamentních volbách v květnu 1946 ministerstvo zemědělství rozhodlo, že výstavba státních strojních stanic bude realizována v rámci podniku Československé státní lesy a statky. Výnosem ministerstva zemědělství ze dne 9. června 1947 zřídilo Ústředí státních zemědělských strojních stanic, které pověřilo vybudováním sítě státních strojních stanic v okresech do konce dubna 1948.
Více státních strojních stanic. V libereckém kraji je 5 státních strojních stanic: v Hrabačově na Jilemnicku, v Lomnici n. P., Cvikově, v Zákupech na Českolipsku a v Chrastavě na Liberecku. Tato státní strojní stanice má dvě pobočky: v Jablonci n. N. a v Turnově. Celkem je v těchto strojních stanicích 40 traktorů, 33 pluhů, 24 samovazačů, 2 mlátičky, 2 motorové žací stroje, 1 lis a 1 výfuková řezačka. V pětiletce se počítá nejen s rozmnoženým počtem státních strojních stanic, ale i s jejich strojním vybavením.
Stráž severu: deník Národní fronty v českém pohraničí, 30. 12. 1948

## Státní strojní stanice (po únoru 1948)
Jedním z kroků kolektivizace československého zemědělství (potažmo tažení proti tzv. kulakům) bylo využít i přídělů zemědělské mechanizace. V budoucnu měla zemědělskou mechanizaci přednostně obdržet dosud založená zemědělská družstva a drobní zemědělci. „Vesničtí boháči“ (kulaci) měli být odkázáni na státní strojní stanice, přičemž ÚV KSČ počítalo s tím, že za stroje budou platit „nadstandardní“ ceny. K tomu materiál zpracovaný Ďurišovým ministerstvem zemědělství pro jednání předsednictva ÚV KSČ 14. října 1948 uváděl:
Stroje, které jsou ve vlastnictví bohatých velkosedláků, zůstanou zatím na přechodnou dobu v jejich vlastnictví; mohou však býti již dnes podle zákona 55/1937 kdykoliv použity k obdělávání půdy malých a středních rolníků anebo dány k disposici místním strojním družstvům a státním strojním stanicím. Při neplnění výrobního a vyživovacího plánu mohou býti dány stroje spolu s celým hospodářstvím pod národní správu, případně mohou se konfiskovati podle připravovaného zákona.
Problémy zemědělské politiky. Podkladový materiál pro jednání předsednictva ÚV KSČ 14. října 1948
Jednání předsednictva ÚV KSČ o mechanizaci zemědělské výroby proběhlo 29. listopadu 1948. ÚV KSČ na tomto jednání rozhodlo o vytvoření centrálního národního podniku Ústředí pro mechanizaci zemědělské výroby, který měl zajišťovat rozdělování zemědělských strojů jednotlivým zemědělským závodům. ÚV KSČ též schválilo zásadu, že přednostně budou stroji zásobeny státní strojní stanice, které budou zajišťovat mechanizaci zemědělských prací v obvodu své působnosti. Na základě této zásady přijalo ÚV KSČ usnesení, že tyto stanice mají mít právo disponovat v případě potřeby všemi mechanizačními prostředky v jejich obvodu. Pravomoc státní strojní stanice měla být zajištěna speciálně přijatým zákonem.
Legislativní normy, které v následujících letech dávaly státu právo zabavovat majetek (stroje) sedláků za zlomek skutečné ceny (nebo úplně zadarmo), se rodily tzv. za zavřenými dveřmi a materiály ÚV KSČ nesly označení „Tajné!“ nebo „Přísně tajné!“. V prosinci 1948 ÚV KSČ jednalo o dosud založených strojních družstvech, kde se podle komunistů nacházeli ve vedoucích pozicích sedláci, kteří si za vlastní peníze nakoupili zemědělskou techniku a kterou mimo vlastní potřeby za finanční obnos zapůjčovali, přičemž byla navržena „očista družstevních strojních stanic“. Dne 2. února 1949 byl přijat zákon č. 27/1949 o mechanizaci zemědělství, který byl doplněn vyhláškami č. 612 Ú. l. 87/194994 a č. 1048 Ú. l. 176/ 1949, na jejichž základě bylo možné vykoupit stroje od fyzických osob, neplnící předepsané dodávky nebo plně nevyužívající stroje a zařízení (Akce Kulak).
Okresní národní výbory byly pověřeny vytvořením čtyřčlenných komisí, které měly na starosti soupis strojů v jednotlivých obcích. Komisi předsedal zástupce okresního národního výboru, další tři byli jmenováni ONV na základě návrhu organizací, po jednom z „Ústředí pro mechanizaci zemědělství“, místních národních výborů, jednotných zemědělských družstev nebo Jednotného svazu českých zemědělců v konkrétních obcích. V případě zástupce ÚMEZ, n. p. se jednalo o zástupce ze státní strojní stanice v obvodě příslušného okresu. Soupis strojů probíhal za přítomnosti vlastníka a komise měla alespoň dvěma hlasy podat návrh na výkup jednotlivých strojů. Soupis byl dále předložen ÚMEZ, které soupis prozkoumalo a podalo návrh na ONV. Ten vydal konečné rozhodnutí o odebrání prostředků a doručil jej majiteli. 
M. Kalábová: Represe venkovských boháčů v 1. pol. 50. let 20. stol. na příkladu obce Mladoňovice.
K 31. prosinci 1950 získala komunistická vláda tímto výkupem (zabráním) v soukromém sektoru 9 9000 různých strojů (16 391 traktorů, 20 365 samovazů, 23 014 mlátiček, 12 391 pluhů, 11 736 elektromotorů, 6 373 přívěsných vozů, 250 nákladních automobilů), které nebyly ale vždy plně využívány, některé ve strojních stanicích zcela zchátraly a skončily ve sběrných surovinách.

### Ústředí pro mechanizaci zemědělství
S účinností od února 1949 došlo na základě zákona č. 27/1949 Sb., o mechanisaci zemědělství, ke zřízení Ústředí pro mechanisaci zemědělství (ÚMEZ), národního podniku se sídlem v Praze, který byl řízen ministerstvem zemědělství. Jednotlivé strojní a traktorové stanice, jejich pobočky a opravny, sklady a výcviková střediska byla jeho složkami. V krajích byly při KNV zřizovány krajské inspektoráty jako útvary státní správy pro plánovaní a kontrolu, v okresech při ONV strojní a traktorové stanice jako základní výrobní jednotky.
§ 2.
(1) K provádění mechanisace zemědělství se zřizuje Ústředí pro mechanisaci zemědělství, národní podnik, se sídlem v Praze (dále jen „Ústředí“).
(2) Ústředí zřídí jako své složky:
a) státní strojní stanice s opravnami,
b) státní strojní opravny.
27/1949 Sb., Zákon o mechanisaci zemědělství

Úkoly, jež zákon uložil Ústředí a jeho složkám, se posléze staly úkoly strojních a traktorových stanic.
Mezi tyto úkoly podle § 5 zákona č. 27/1949 Sb. např. náleželo:
- poskytovat strojní pomoc zemědělství a za úplatu opravovat zemědělské mechanizační prostředky,
- provádět školení a výcvik osob pro obsluhu a opravy zemědělských mechanizačních prostředků, a to pro cizí potřebu i za úplatu,
- poskytovat místním zemědělským družstvům se strojní činností soustavnou pomoc ve věcech správních, technických i provozních,
- vypracovávat v součinnosti s dalšími dotčenými organizacemi a institucemi plán na poskytování strojní pomoci zemědělství, účastnit se provádění tohoto plánu a provádět jeho kontrolu,
- uzavírat smlouvy s družstvy a jinými osobami o provedení jednotlivých zemědělských prací.

Důležitým oprávněním, které zákon Ústředí svěřil, bylo právo iniciovat řízení o výkupu základních mechanizačních prostředků fyzických osob, pokud Ústředí shledalo, že tyto osoby neplní výrobní nebo vyživovací plán nebo že svých mechanizačních prostředků nevyužívají. Výkupní řízení vedl příslušný okresní národní výbor. Pokud rozhodl o výkupu, byly dotčené fyzické osoby povinny své zemědělské mechanizační prostředky prodat.

### Strojní a traktorové stanice
Z jednotlivých územních složek Ústředí se na základě vládního nařízení č. 83/1951 Sb., o organisaci strojních a traktorových stanic, staly s účinností od 1. ledna 1952 samostatné národní podniky v čele s ředitelem jmenovaným ministrem zemědělství.
V obvodě příslušného krajského národního výboru strojní a traktorové stanice řídilo oddělení pro mechanizaci zemědělství referátu krajského národního výboru.
Vrchní vedení a dozor nad činností strojních a traktorových stanic příslušel ministerstvu zemědělství prostřednictvím jím zřizované „hlavní správy strojních a traktorových stanic“, jejíž kontakt s jednotlivými strojními a traktorovými stanicemi zprostředkovávalo příslušné oddělení pro mechanizaci zemědělství při KNV. Strojní a traktorové stanice, národní podniky se s účinností od 1. ledna 1954 na základě vládního nařízení č. 94/1953 Sb., o nové organisaci a financování strojních a traktorových stanic, přeměnily ve Strojní a traktorové stanice, právnické osoby, napojené přímo na státní rozpočet.
Na základě vládního nařízení o dalších přesunech působnosti a jiných zjednodušeních ve státní správě (č. 34/1958 Sb.) obdržely ONV agendu ministerstva zemědělství a lesního hospodářství – jmenování ředitelů strojních a traktorových stanic (§ 3 vládního nařízení č. 83/1951 Sb., o organizaci strojních a traktorových stanic, ve znění vládního nařízení č. 94/1953 Sb., o nové organizaci a financování strojních a traktorových stanic), dále pak agendu KNV – přímé řízení, plánování a kontrolu strojních a traktorových stanic (§ 5 vládního nařízení č. 83/1951 Sb. ve znění vládního nařízení č. 94/1953 Sb.)
Na základě zákona o rozvoji rostlinné výroby (č. 61/1964 Sb.) spadal do působnosti ministerstva zemědělství, lesního a vodního hospodářství rozvoj a využití mechanizace, techniky a automatizace v zemědělství a lesním hospodářství:
- vypracovávat výhledové a roční plány rozvoje mechanizace, techniky a automatizace v zemědělství a lesním hospodářství a zabezpečovat jejich realizaci,

- řídit zpracování, zpřesňování a svěřování soustavy strojů pro komplexní mechanizaci a automatizaci zemědělské a lesní výroby,

- stanovit agrotechnické, zootechnické a lesotechnické požadavky, předkládat je průmyslovým ministerstvům a provádět zkoušky mechanizačních prostředků a zařízení určených pro zemědělství a lesní hospodářství,

- stanovit rozsah a skladbu strojních investic v zemědělství a lesním hospodářství, rozhodovat o rozmístění vybraných strojů a zařízení, dbát, aby strojírenské závody dodávaly kompletní sestavy strojů pro úplné technologické postupy, zjišťovat potřebu strojů, zařízení, náhradních dílů a příslušných materiálů a zabezpečovat zásobování zemědělských organizací a organizací lesního hospodářství,

- organizovat a řídit výcvik pracovníků pro obsluhu a opravy mechanizačních prostředků a zařízení, popřípadě zavést průkazy opravňující k jejich obsluze a stanovit podmínky pro jejich vydání,

- organizovat dozor nad technickým stavem strojů a zařízení, jejich správném využití a péčí o ně, i nad dodržováním zásad ochrany zdraví a bezpečnosti při práci,

- zabezpečovat rozvoj opravárenství a odbornou technickou pomoc při plánování oprav a údržby mechanizačních prostředků a zařízení,

- organizovat zemědělsko-výrobní pomoc zemědělským organizacím stroji strojních a traktorových stanic,

- organizovat provádění technické přejímky mechanizačních prostředků a jejich technické předávání zemědělským organizacím a organizacím lesního hospodářství; zabezpečovat garanční opravy a sledovat jakost dodávaných mechanizačních prostředků.[19]

V 70. letech si většina JZD zajišťovala veškerou práci i opravy strojů ve vlastní režii, takže strojní traktorové stanice ztrácely svůj původní úkol. V JZD a státních statcích postupně vznikala vlastní střediska oprav, údržby a mechanizace živočišné výroby (MŽV). Zemědělská výrobní činnost a doprava pro cizí zahrnovala ochranu rostlin, dezinfekci, dezinsekci, deratizaci a ostatní chemizaci, zemní práce, polní mechanizované práce, těžbu a výrobu materiálů pro zúrodnění půdy a zemědělskou a ostatní dopravu pro cizí. Ostatní opravy mechanizačních prostředků se týkaly všech oprav strojů včetně údržby, montáže, havarijních oprav, garančních oprav atd. (kromě generálních oprav a kromě údržby a oprav mechanizace živočišné výroby).
Mechanizace živočišné výroby (MŽV) zahrnovala montáž, údržbu a elektroúdržbu mechanizace živočišné výroby. Ostatní výrobní činnost STS zahrnovala činnost stavebních skupin, průmyslovou výrobu kompostů a rašeliny – těžbu a zpracování materiálu, který STS realizovala jako hotový zpracovaný produkt. Zásobovací a odbytová činnost STS obsahovala tržby za technické prostředky (pneumatiky, pohonné látky, mazadla, montážní materiál, apod.) a ostatní nakupované zásoby.
Strojní a traktorové stanice přetrvaly do začátku 90. let 20. století, kdy byly po sametové revoluci privatizovány, nezřídka již s vlastními podnikatelskými aktivitami. Například bývalá Strojní a traktorová stanice Brno se specializovala na vysokozdvižné vozíky nebo Strojní a traktorová stanice, s. p. Mimoň na kolové traktory-tahače.